# دزو زادور
دزو زادور (انگلیسی: Dezső Zádor; ۲۰ نوامبر ۱۹۱۲ – ۱۶ سپتامبر ۱۹۸۵) نوازنده پیانو مجارستانی-اوکراینی بود. وی در مجارستان، چکسلواکی و اوکراین تدریس می‌کرد.
وی همچنین برندهٔ جوایزی همچون نشان پرچم سرخ کار شده‌است.

## زندگی
زادور نزد لنژیل زیگموند پیانو آموخت. وی از کنسرواتوار پراگ (۱۹۳۲–۱۹۳۴) در رشته‌های ارگ، رهبری و پیانو فارغ‌التحصیل شد. وی در جلسات سخنرانی درمورد آهنگسازی توسط ویکسلاف نوواک، یاروسلاو کشیکا، و سخنرانی‌های زدنیک نجدلی در دانشگاه کارل شرکت کرد.